# Granada Venegas
Granada Venegas (Granada Benegas o Granada-Venegas) es el apellido de los descendientes de la familia real nazarí que se convirtieron al cristianismo en el contexto de la Guerra de Granada, pasando a ser nobles del Reino de Granada incorporado a la Corona de Castilla junto a un pequeño grupo de la aristocracia andalusí, que optó por no emigrar al norte de África como hizo buena parte de la familia real y de la clase dirigente.

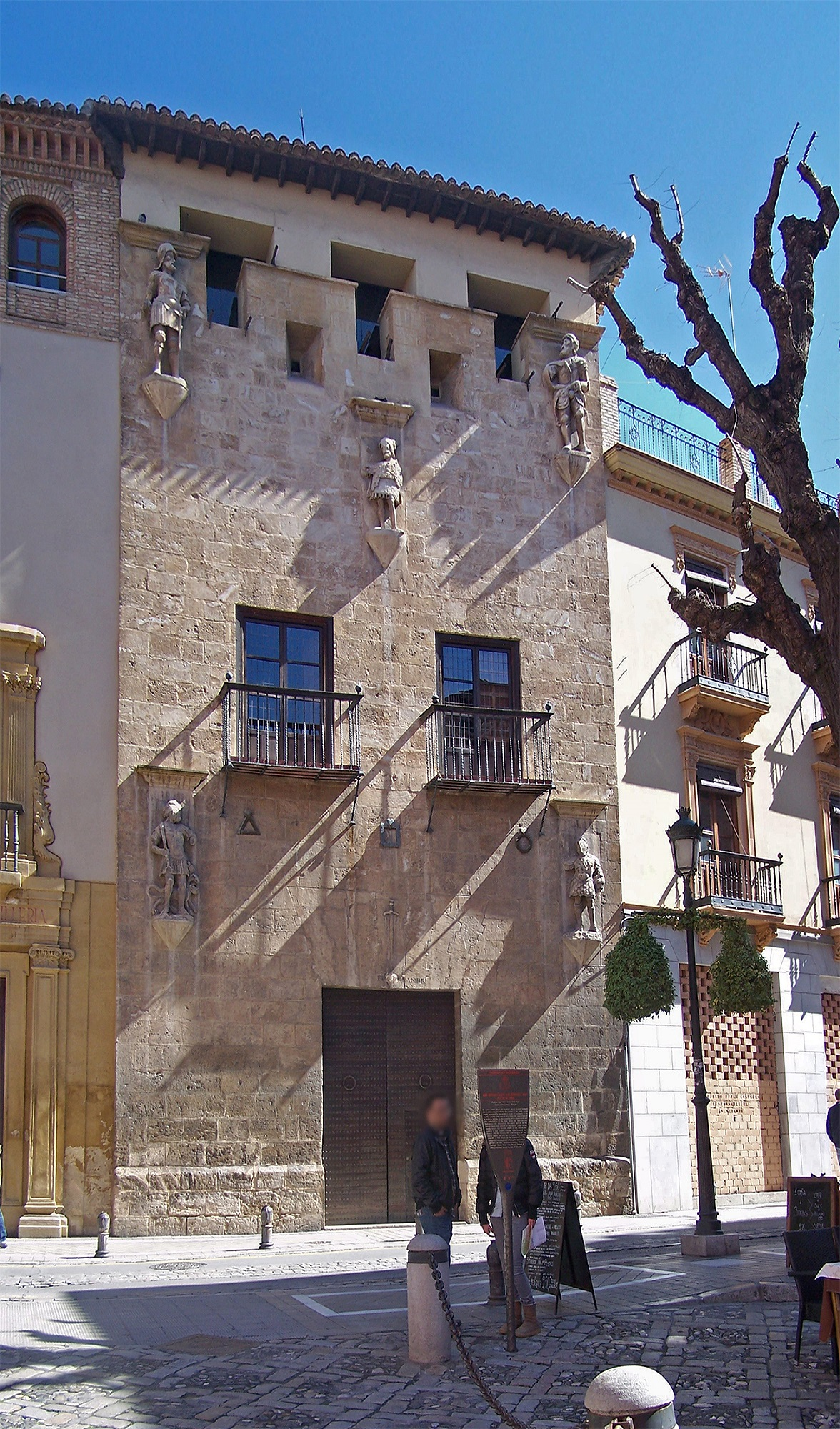
Casa de los Tiros, palacio de la familia Granada Venegas, que desde 1921 pertenece al Estado

Eran descendientes tanto de la aristocracia musulmana del reino nazarí (Cid Hiaya, alcaide de Baza y bautizado con el nombre de Pedro de Granada) como de la aristocracia castellana (Gil Vázquez Rengifo, comendador de Montiel y alcaide del palacio del Generalife).
En la ciudad de Granada mantenían un destacado palacio: la Casa de los Tiros.
Su relación con el resto de los moriscos, de condición social inferior, fue problemática, especialmente en el contexto de las revueltas moriscas, que ayudaron a reprimir.
Se ha apuntado la posibilidad de que en el entorno de esta poderosa familia se gestara la falsificación de los Plomos del Sacromonte como un intento de conciliar étnica y religiosamente a la comunidad morisca con la cristiana.
Entre los más destacados miembros de esta familia se cuentan:
- Alonso de Granada Venegas (mantuvo una tertulia literaria a la que pertenecieron Gaspar de Baeza, Pedro de Padilla, Gregorio Silvestre y otros miembros de la denominada escuela antequerano-granadina)
- Pedro de Granada Venegas (poeta)